# Fritillaria gibbosa
Fritillaria gibbosa är en liljeväxtart som beskrevs av Pierre Edmond Boissier. Fritillaria gibbosa ingår i Klockliljesläktet och i familjen liljeväxter. Inga underarter finns listade.